# Antonio Zanon
Antonio Zanon (Udine, 18 de juny de 1696 - Venècia, 4 de desembre de 1770) va ser un emprenedor, agrònom i economista italià del Settecento. Va portar en l'economia friulana les idees de la Il·lustració europea.
Fill d'una mercader de seda es va traslladar a Venècia el 1738 per obrir una activitat manifacturera. El contacte amb Venècia li va donar una visió cosmopolita i moderna, que va saber transferir en el context friulià. A més d'importants innovacions en la indústria de la seda, va dur una batalla per la introducció de la patata en l'agricultura de la plana friulana.
El 1762 va ser entre els fundadors de la Societat d'Agricultura Pràctica d'Udine que es proposava estudiar les noves tècniques per introduir en el sector agrícola.
A Udine li han dedicat un carrer cèntric i un institut tècnic (ex comercial) amb formació econòmica, lingüística i informàtica. La fundació de l'Institut data del 1866, obra del comissari reial Quintino Sella i, fins al 1878, dependent del Ministeri d'Agricultura, Indústria i Comerç. A partir de 1867 i fins a la primera guerra mundial, per iniciativa del mateix Sella, es publiquen els Annali scientifici del Regio Istituto Tecnico. El nom d'Antonio Zanon data de 1883.

## Obres
- Dell'agricolura, arti e commercio in quanto unite contribuiscono alla felicità degli Stati, tom VII, Venècia 1763
- Della coltivazione ed uso delle patate, e d'altre piante commestibili, Venècia 1767
- Della formazione ed uso della torba e di altri fossili combustibili, Venècia 1767
- Della marna ed altri fossili atti a rendere fertili le terre, Venècia 1768
- Saggio di storia della medicina veterinaria, Venècia 1770
- Della utilità morale, economica e politica delle Accademie di Agricoltura, Arti e Commercio, Udine 1771
- Scritti di agricoltura, Arti e Commercio, Udine 1829
- Lettere famigliari, Udine 1831
- Alcune lettere inedite di Antonio Zanon, dirette a Mons. Girolamo de Rinaldis, Udine 1877
- Quattro lettere inedite a G.Silvestri, Rovigo 1880
- Lettere sull'agricoltura dirette a Mons. F.Florio nel luglio 1760, Udine 1884
- Lettere sull'agricoltura, Udine 1960